# Speedwell
Pour les articles homonymes, voir Speedwell (homonymie).
Le Speedwell  est un vaisseau marchand anglais du XVIIe siècle, qui a participé  en 1620 au début du voyage des Pères pèlerins vers l'Amérique du Nord, aux côtés du Mayflower.
Venu de Londres à Delfshaven chercher un groupe de dissidents anglais réfugiés aux Provinces-Unies, le Speedwell rejoint le Mayflower dans la Manche, mais se révèle inapte à un long voyage et est abandonné dans le port de Plymouth, tandis que le Mayflower repart pour son voyage transatlantique (16 septembre 1620).

## Contexte

### La colonisation anglaise en Amérique
Bien que l'Amérique du Nord soit alors connue depuis un siècle par les Européens, notamment les Espagnols qui ont fondé la colonie de Floride en 1565, les Anglais ne débutent dans la colonisation qu'en 1584 avec l'envoi de navires vers la colonie de Roanoke, qui est un échec.
Ce n'est qu'après la période de la Guerre anglo-espagnole (1585-1604), conclue par le Traité de Londres (1604), que les Anglais font une seconde tentative, après avoir racheté à l'Espagne le territoire qui devient en 1607 la colonie de Virginie, où est fondé le fort de Jamestown.

### Le projet des Pères pèlerins
Ce projet est élaboré au cours des années 1610 par groupe de dissidents protestants anglais de la mouvance dite « séparatiste » (origine du congrégationalisme) de la région de Scrooby, dans le comté de Yorkshire, qui se sont réfugiés en Hollande, la province la plus importante de la république des Sept Provinces-Unies des Pays-Bas, à partir de 1609, afin d'échapper à la politique répressive menée par le roi Jacques Ier, très hostile aux dissidents.
Au bout de quelques années passés dans la ville de Leyde, où ils constituent une congrégation, craignant de voir leurs enfants devenir des Hollandais, ils décident de revenir vivre dans un territoire relevant de la couronne anglaise, mais pas dans le royaume d'Angleterre même.
Ils choisissent de partir outre-Atlantique, dans une région où la colonisation anglaise vient de commencer. Leurs chefs, notamment John Carver, s'assurent les autorisations nécessaires pour s'installer dans la colonie de Virginie, ainsi que le soutien financier de négociants de Londres.

## Le voyage écourté duSpeedwell
Deux navires sont impliqués : le Mayflower, qui part de Londres avec des colons ayant des compétences professionnelles utiles, recrutés par les hommes d'affaires londoniens ; le Speedwell, qui vient chercher les réfugiés de Leyde à Delfshaven.
Les deux navires se rejoignent au niveau de Douvres, mais le Speedwell se révèle inadapté en raison d'avaries sur la coque. Après deux tentatives de réparation, le à Southampton le 5 août 1620, puis à Dartmouth le 12 août, John Carver décide de l'abandonner à Plymouth et de ne partir qu'avec le Mayflower. Onze personnes de Speedwell montent à bord du Mayflower, laissant 20 personnes qui rentrent en Hollande.
C'est pourquoi on considère que le véritable départ du Mayflower a lieu de Plymouth, le 16 septembre 1620 (le 6 septembre selon le calendrier julien alors en usage en Angleterre et chez la plupart des protestants), devenant un des navires les plus connus de l'histoire, tandis que le Speedwell est tombé dans l'oubli.

## Suites
Le Mayflower, avec 102 personnes, arrive en vue du Cap Cod le 11 novembre. Les Pères pèlerins fondent ensuite la colonie de Plymouth, dont John Carver devient le premier gouverneur. Ce premier établissement anglais est à l'origine de la colonisation du Massachusetts.
Le remplaçant du Speedwell, le Fortune, arrive à Plymouth un an plus tard, le 9 novembre 1621.[réf. nécessaire]